# Špičák (Brtnická vrchovina)
Špičák je geomorfologický okrsek tvořící součást Brtnické vrchoviny. Hřbet je protažený ve směru sever jih. Skládá se z cordieritické ruly. Hřbetní části tvoří četné kryogenní tvary (izolované skály, kryoplanační terasy, balvanová moře). Nejvyšším bodem je Velký Špičák (734 m), mezi další významné body patří Malý Špičák (673 m), Popický vrch (682 m), Korunní kopec (661 m) a Kamenný kopec (652 m). Povrch je převážně zalesněný souvislým komplexem smrkových lesů s jedlí a bukem. Nacházejí se zde rovněž pozůstatky bučin. Mezi lesy a na okrajích luk rostou vlhkomilné a rašelinné druhy.